# 打柴沟站
打柴沟站位于甘肃省天祝藏族自治县打柴沟镇，是兰新铁路穿越乌鞘岭进入河西走廊前的最后一座车站，距兰州站166公里，距乌西站1746公里。

## 旅客列车
每日有武威和兰州间的7505/7506次列车停靠。

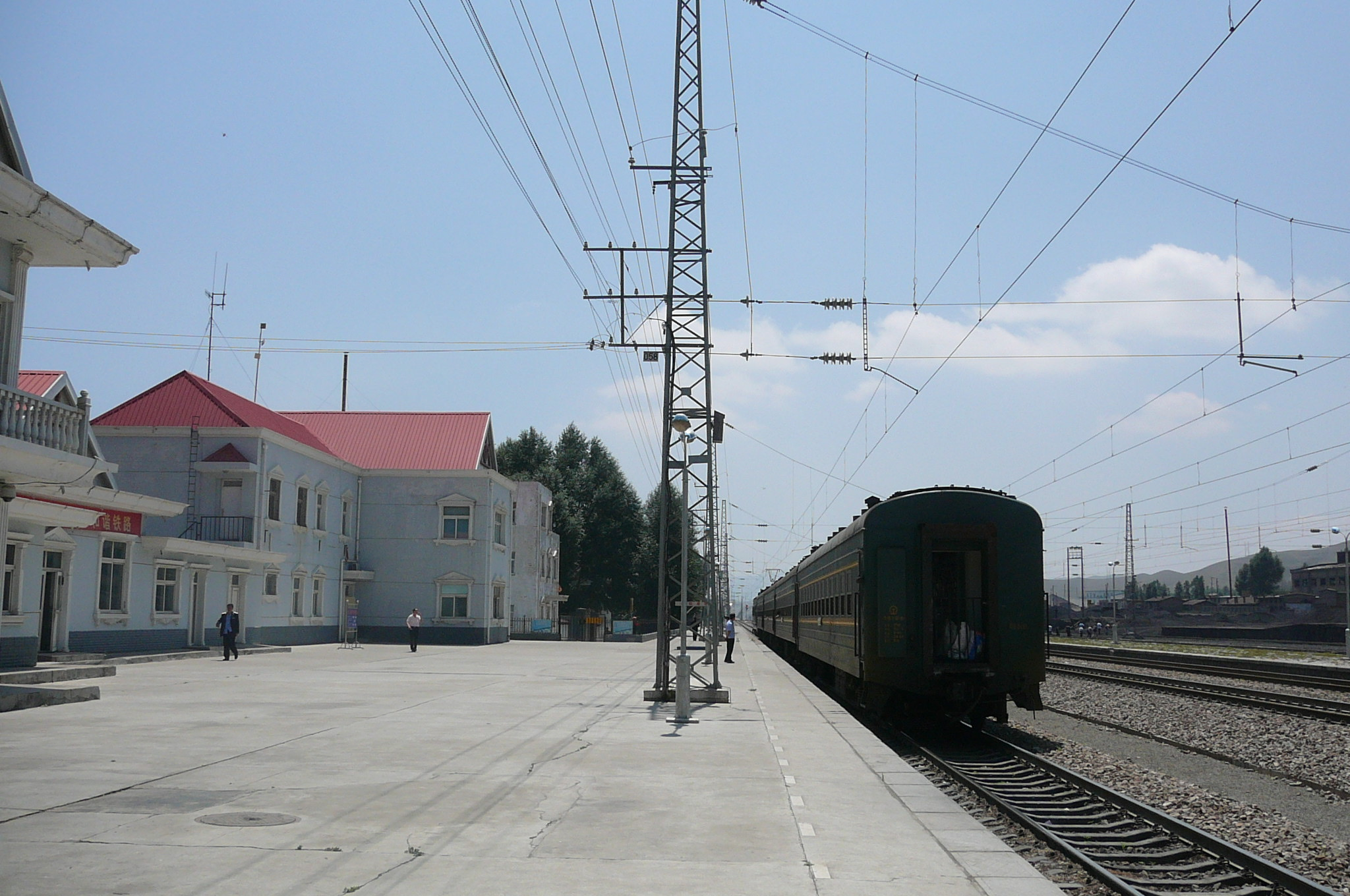
停靠在打柴沟站的7506次列车